# 毛李镇
毛李镇，是中华人民共和国湖北省荆门市沙洋县下辖的一个乡镇级行政单位。

## 行政区划
毛李镇下辖以下地区：
凤灵社区、三坪村、和议村、瞄集村、付黄村、桥院村、钟桥村、殷河村、借粮湖村、鲁店村、洪山村、双店村、长湖村、李场村、叶湾村、毛李村、黄湾村、高兴村、江新村、南岳村、蝴蝶村、窑场村、英雄村和高堰村。